# Krisna-tudat
A Krisna-tudat a hinduizmusnak az egyik monoteista ága, melyet főleg európai és észak-amerikai területeken népszerűsítenek 1966-óta. A Krisna-tudat Nemzetközi Szervezete (ISKCON – International Society for Krishna Consciousness), a köznyelvben Hare Krisna mozgalom vagy a Hare Krisnások –, egy gaudija-vaisnava alapokon álló, hinduizmussal rokon, annak filozófiájából és mitológiájából táplálkozó vallási szervezet. 1966-ban, New Yorkban alakult, A. C. Bhaktivedánta Szvámi Prabhupáda alapította.
Legfontosabb vallási szövegei a Srímad Bhágavatam és a Bhagavad-gíta tradicionális indiai szentírások, amelyek eredete a hagyományos hindu nézetek szerint több mint 5000 évre nyúlik vissza. A mozgalom hinduizmustól megkülönböztetett megjelenése és kultúrája a gaudija-vaisnava hagyományból származnak, amelynek Indiában már a 15. század végétől kezdve voltak hívei, majd a nyugati világban az 1900-as évek elejétől Amerikában, és az 1930-as évektől Angliában jelentek meg vaisnava áramlatok.
Az ISKCON szervezete azért jött létre, hogy elterjessze a gyakorlatban is a bhakti-jógát, amelyben a hívő (bhakta) vallásos rajongását a gondolatok és cselekedeteken keresztül átélhesse, ezzel is közelebb kerülve a „Legfelsőbb Úrhoz”, Krisnához. Az ISKCON ma világméretű szövetség több mint 400 központtal, beleértve a számtalan vallási központot, önellátó gazdaságot, iskolát, ételosztó helyet.
Az elmúlt évtizedekben a mozgalom földrajzi értelemben leggyorsabban bővülő területe Kelet-Európa (a Szovjetunió összeomlását követően) és India.

## Nevük
Nevük a hindu mahá-mantrából származik (Haré Krisna, Haré Krisna, Krisna Krisna, Haré Haré, Haré Ráma, Haré Ráma, Ráma Ráma, Haré Haré). Ez a vaisnavizmus nagy mantrája, amely magában foglalja mind Krisnának, mind Visnunak az erejét (shakti).

## Alapítása, tanítása
A Krisna-tudat Nemzetközi Szervezetét (International Society for Krishna Consciousness;ISKCON) az (idős korában) Amerikai Egyesült Államokban élő (északkelet-indiai származású) diploma nélküli gyógyszerész, A. C. Bhaktivedánta Szvámi Prabhupáda alapította meg 1966 júliusában. A szervezet alapítójának fő tevékenysége a Visnu-hívő (vaisnava) hindu szövegek angolra fordítása és azok terjesztése a „nyugati világban”. Az indiai hinduizmustól több lényeges dologban különbözik a tanítása, így például a társadalmi osztályok ("kasztok")  rendszere egészen más mint az Indiai kasztrendszer, hiszen a hívek nem születés alapján, hanem egyéni természetük és tevékenységük szerint kerülnek kasztjukba, a Bhagavad Gítában leírtak szerint.
Mivel vallás gyakorlói többnyire nem hindunak születtek, nem születhettek bele a kasztrendszerbe sem, így a hinduizmus indiai ágai szerint az összes kasztbelihez képest alacsonyabb helyet foglalnak el a világban, nincsenek kaszt szerint besorolva, nem kaptak eredendő, rájuk nézve kötelező törvényeket. A fősodratú (mainstream) hinduizmus nem folytat hittérítő, hitterjesztő tevékenységet (egy indiai hindu nem is érintkezhet európaival), ezzel szemben a „krisnások” (ahogyan a köznyelv nevezi őket) egyik fő elhívatása a Krisna-tudat terjesztése.
A tanokat a tanítványi láncolaton keresztül terjesztik;  a közösséget testület, a Governing Body Commission (GBC) vezeti. Ez a szerv irányítja adminisztratív és lelki szempontból is az ISKCON-t.

### Tanai
A hit követői magukat a Brahmá-Madhva féle hindu láncolathoz tartozónak vallják, születésüknél fogva azonban nem lehetnek hinduk, mivel nem tartoznak az indiai kasztrendszerbe, így még vizet, vagy élelmet sem fogadhat el tőlük egy ortodox hindu sem.[forrás?]
A vallás alaptanítása a – Bhagavad-gítában olvasható, az írás szerint Krisna herceg által megfogalmazott – dharma, vagyis tanítás (Szanátana Dharma – Örök Törvény) és a karma törvénye. A dharmát az egyén szabad akaratából követi, vagy elutasítja – az első esetben az önmegváltáshoz, másodikban a bukáshoz vezet, mivel ezek az ember cselekedeteitől független meghatározói a világnak.
A Krisna-tudatúak hisznek Isten többféle formájában való megjelenésében, akik Krisna megjelenései, inkarnációi, vagy avatárajai. A három hindu istenség (Visnu, Brahma és Siva – trimúrti) közül való választásuk alapján a Visnu-követő (vaisnava) hinduizmus egyik ágának tekintik magukat. Hitük szerint az Istenség Legfelsőbb Személyisége Krisna, míg az itt említett Brahma és Siva nagyhatalmú félistenek. Megnyilatkozásaikban egyistenhitről beszélnek, azonban ez az európai ember megszokott fogalmaival nem teljesen egyezik a számtalan inkarnáció miatt.  
Bizonyos szempontokból teisták, de Istennek három aspektusát ismerik: a személytelen Brahmant, a mindenkiben és mindenben jelenlévő Felsőlelket (Paramátma) és a személyes legfőbb megnyilvánulást, a Bhagavánt. Vallási irataik többsége is erről az – európai emberek számára furcsa és misztikus – istenképről tanúskodik. Minden élőlényt öröktől fogva létező lélekként tartanak számon, hisznek a lélekvándorlásban, ezért vegetáriánusok. Az erőszakmentesség (ahimsza – „nem ártás”) számukra a hitből fakadó erkölcsi irányultság.

### Szent könyvei
Legfontosabb szent könyvük a szanszkrit nyelvű Bhagavad-gíta (A magasztos szózata), amely bár a Mahábhárata című eposz egyik betéte, mégis nagyobb ismertségre tett szert, mint az összes többi indiai eredetű vallásos vagy filozófiai jellegű irodalom – beleértve az írást tartalmazó epikai művet is. Angolul a vallásalapító fordításában és magyarázatával, Bhagavad-gita As It Is címmel jelent meg a legnagyobb példányszámban. Az angol szöveget később magyarra fordítva A Bhagavad-gíta úgy, ahogy van címen kezdték terjeszteni.
Fontos írásoknak tartják a Védákat (Rigvéda, Számavéda, Jadzsurvéda, Atharvavéda), a Puránákat és az Upanisadokat is.
A hindu – benne a Krisna-tudatú – szent hagyomány (szmriti) szövegei közé tartozik a Rámájana című eposz is, amely az ind irodalom két nagy eposzának egyike a Mahábhárata mellett. Ide tartoznak a Puránák is, melyek közül az egyik legismertebb a Bhágavata-purána (Srímad Bhágavatam), amely egy Visnut is bemutató vallásmagyarázó könyvük – tartalma a lélek tökéletesítését tanítja kérdés-felelet formájában.

## Külsőségek, vallásgyakorlat

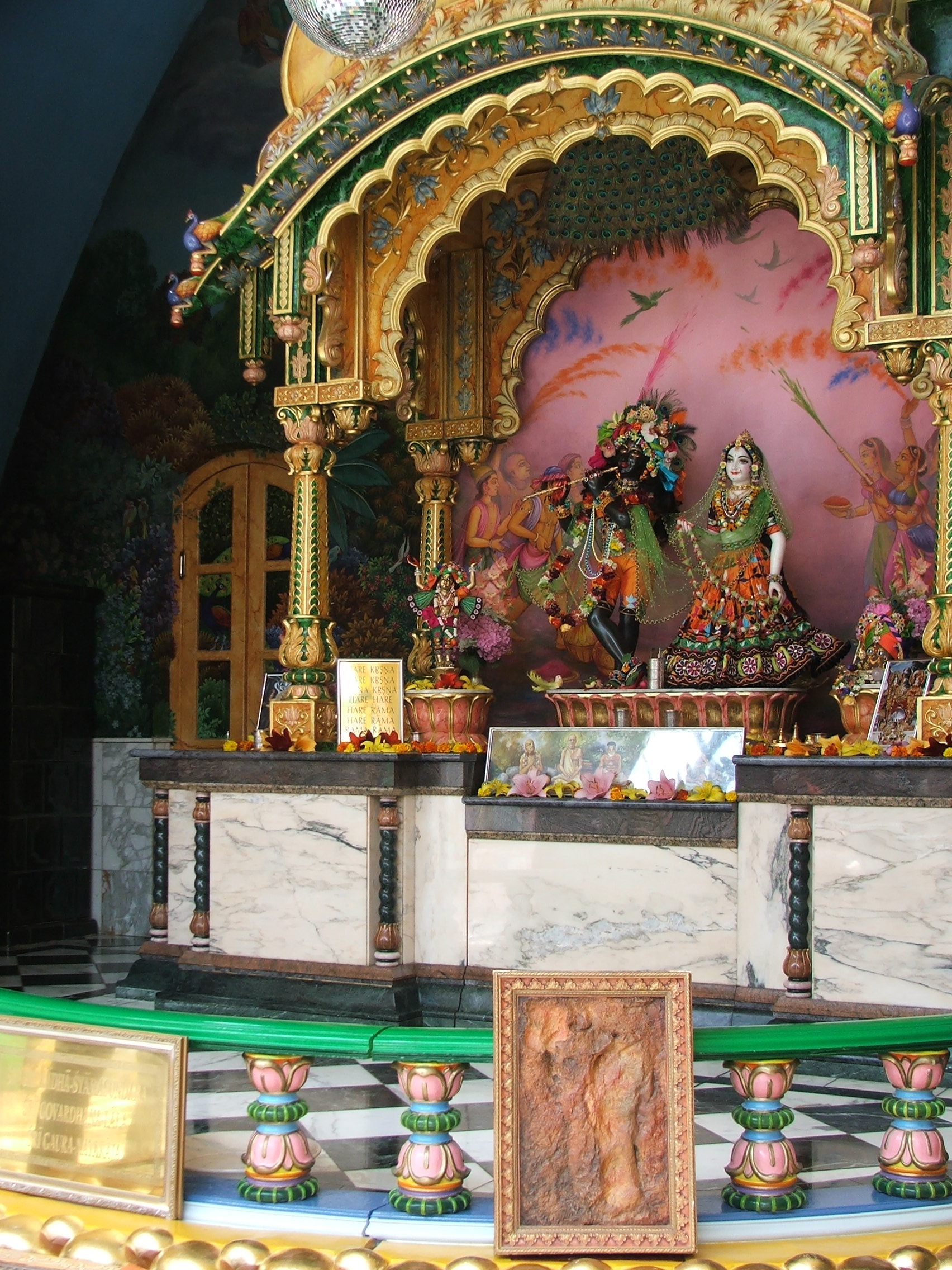
A somogyvámosi Krisna-völgy templomának Krisna-szobra

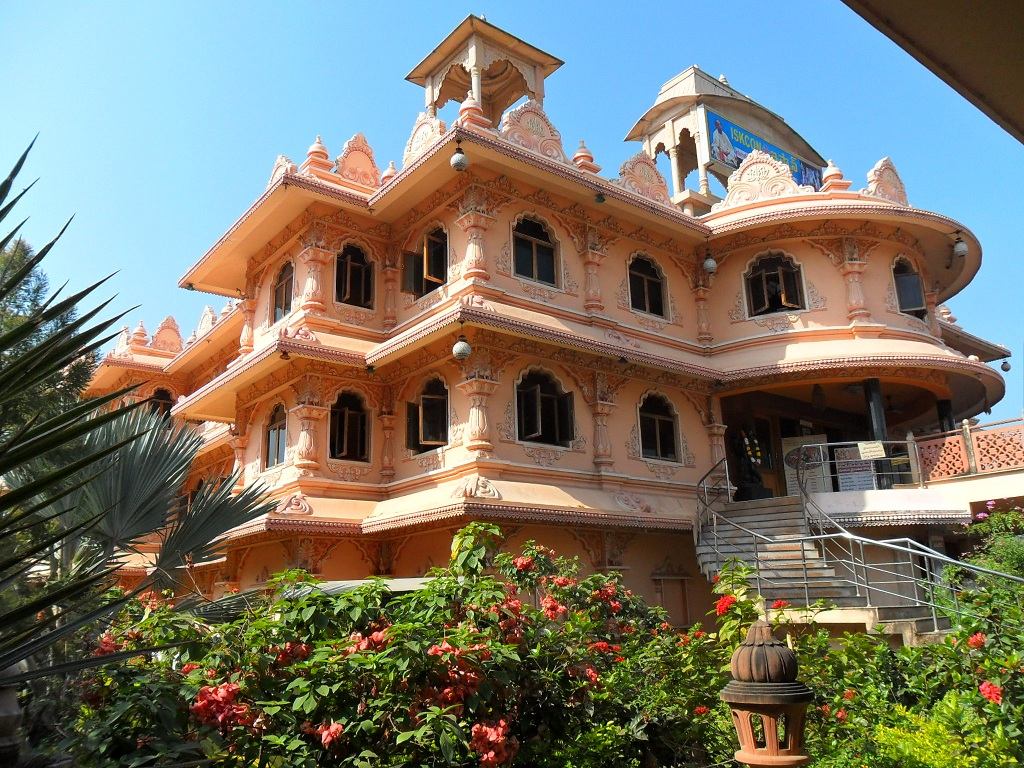
Egy Krisna-tudatú templom Indiában

A Krisna-tudat erkölcstana, így a vallás is négy pillérre épül, ezek a tisztaság, a lemondás, az igazmondás és a könyörületesség. A Krisna-hívők négy szabály követését tartják különösen fontosnak, ezek a húsevés mellőzése, a könyörületesség az állatok iránt, a kábító- és mámorítószerektől való tartózkodás, a korlátozott szexualitás, valamint a szerencsejátékok és a pénzügyi spekuláció elkerülése.
Könnyen felismerhetjük a vallás követőit, ha indiai ruházatot viselnek, de a hétköznapokban, hétköznapi emberként ugyanolyan ruhákban járhatnak, mint a más hitet valló emberek.

### Meditáció
Meditációjuk egyik formája a mahá-mantra éneklése (Haré Krisna, Haré Krisna, Krisna Krisna, Haré Haré, Haré Ráma, Haré Ráma, Ráma Ráma, Haré Haré). Az éneklés a tanok szerint megtisztítja a tudatot az anyagi szennyeződésektől, és lelki boldogságot eredményez. Szokták egyedül vagy másokkal közösen énekelni – előző neve dzsapa, az utóbbi a bhadzsana. A közösen táncolva énekelt mahá-mantra neve kírtana. Hitük szerint az énekléssel elérhetik az önzetlen, tiszta istenszeretetet.
A meditáció kelléke egy 108 golyóból álló imafüzér, a dzsapa-lánc, a málá. A láncot egy olyan zsákban tartják (dzsapa-zsák), amelynek alakja egy nyíló lótuszra hasonlít.
A mantrázás során a zsákot kézben tartják, közben a láncszemek egyenként való megérintése közben elmondják a mahá-mantrát. Ezt nevezik „egy kör” dzsapázásnak. Az avatott hívek számára napi tizenhat kör dzsapázás kötelező, amely másfél-két órát vesz igénybe. A nem avatott hívek számára más mennyiséget írnak elő.

### Szent helyek, templom
- Vrindávana – Krisna gyermekkorának feltételezett helyszíne Delhitől nyolcvan kilométerre, délre
- Májápur – Srí Csaitanja szülőhelye Nyugat-Bengálban
- Minden olyan hely vagy Krisna-templom szentnek számít a Krisna-tudat szerint, amelyben szent emberek élnek, és Istent szolgálják.

A szent helyek és templomok látogatása is lelki cselekedetnek, odaadó szolgálatnak minősül.

### Tilaka
A Krisna-tudatú hívők egyik feltűnő attribútuma egy a homlokon és orron lévő jel, amelyet tilakának neveznek. Ez a bőrfestés azonban nem csupán az említett helyekre kerül fel, hanem a felsőtest további tizenegy pontjára is felfestik.
A homlok közepén húzódó két függőleges vonal Krisna lábnyomát jelképezi, az orron látható levélforma pedig a vallás szent tulaszí növényének levelét.
A tilaka valamely szent hely vagy folyó földjéből, agyagából készül. Tisztálkodás után helyezik el a jeleket, miközben Krisna különböző neveit ismétlik. A test díszítésével arra utalnak, hogy testük uruknak temploma. A házas nők homlokának közepén egy piros színű korong is látható, amely férjezettségüket jelöli, ezt Indiában bindi néven ismerik – ott, ha gyászolnak, fehér színben helyezik fel, esküvőkön pirosban, de színe változhat a ruházattal összhangban is.

### Szári
Az Indiában hétköznapi szári Európában egzotikusként hat. A vallás nőnemű képviselői ezt a ruhadarabot hordják, amely tarka és sok féle színű lehet.

### Férfiak viselete
A teljes cölibátusban élő férfiak sáfrányszínű, míg a házasok és a házasulandók fehér ruhát viselnek.
A mundana (मुण्डन), azaz a férfiak fejének megborotválása jelképezi hogy nincs többé kötődésük az anyagi világhoz: a világi élvezetekről és a földi dolgokhoz való ragaszkodásról való lemondást (aparigraha), illetve a tisztaságot jelképezi. 
A hátsó részen meghagyott (a fejen kerek alappal rendelkező) hajtincs pedig a Krisnába vetett hit szimbóluma, ezzel is jelezni szeretnék a buddhizmustól való tanításbeli különbséget.

### Házasság
Polgári házasságot is kötnek, az ezt követő vallási szertartás az indiai házasságkötés mintájára egy életre szól. A válás nem megengedett.
Erőteljesen javasolják a hitbéli házastárs választását, azonban a közösséghez tartozás előtt már megkötött házasságok felbontását nem.

### Étkezés
Az ortodox hindu étkezési normáktól eltérően, azoktól szabadabban választhatják meg az étkezés helyszínét, és a csak kasztbeliekkel való étkezés kényszere sem jellemző. Vegetáriánusok.

## Magyarországon
Magyarországon Magyarországi Krisna-tudatú Hívők Közössége néven tevékenykednek, híres és látványos mintafalujuk a Somogyvámos külterületén található Krisna-völgy. Ezenkívül Budapesten, Egerben és Debrecenben található még templomuk illetve nagyobb központjuk.

## Kritika
Néhány kritika az alapítójára, Srila Prabhupadára és tanításaira összpontosít, amelyeket egyesek rasszistának  és tudományellenesnek találnak.
A hagyományos hinduizmus egyes követői az ISKCON-t modern értelmezésnek tekintik, amelynek már kevés kapcsolata van a hagyományos hindu gyakorlatokkal. 
Mások a pénzügyi gyakorlatokkal, a gyermekbántalmazási vádakkal és a szektaszerű struktúrával kapcsolatos aggodalmakat emelik ki, az engedelmességre és a külvilágtól való elszakadásra helyezett hangsúly miatt. Sokan panaszkodnak arra, hogy a mozgalom korlátozza a tagjainak a személyes szabadságát és akadályozza a kritikus gondolkodását. A mozgalom finanszírozásával és a tagoktól kapott adományok felhasználásával kapcsolatban is érkeztek vádak, melyek szerint az adományok nem mindig a közösség és a jótékonyság javára fordítódnak.
A mozgalom ugyanakkor pozitív visszajelzéseket is kap jótékonysági munkájáért, a bhakti-jóga népszerűsítéséért és az egyénekre gyakorolt pozitív hatásáért.